# Вюртемберг
Вижте пояснителната страница за други значения на Вюртемберг.
Вюртемберг (на немски: Württemberg) е историческа област в югозападната част на съвременна Германия с център Щутгарт.

## История
Наименованието си Вюртемберг получава от династията на Вюртембергите, управлявала областта през целия период на съществуването и.
От 12 век до 1445 г. Вюртемберг е графство, от 1445 – 1806 г. херцогство и от 1806 – 1918 г. кралство.
Днес Вюртемберг е част от немската федерална провинция Баден-Вюртемберг, чиято столица е Щутгарт.